# It's Album Time
Singles
1. Inspector Norse
Sortie : 2012
2. Strandbar
Sortie : 2013
3. Delorean Dynamite
Sortie : 10 février 2014
4. Leisure Suit Preben
Sortie : 27 mars 2014
5. Johnny and Mary
Sortie : 7 avril 2014

It's Album Time est le premier album studio du producteur et dj norvégien Todd Terje, sorti le 8 avril 2014, sur le label Olsen.

## Liste des pistes
Toute la musique est composée par Terje Olsen, sauf la piste 4 écrite par Bosse Norgen et la piste 7 écrite par Robert Palmer.
| No  | Titre                                   | Durée |
| --- | --------------------------------------- | ----- |
| 1.  | Intro (It's Album Time)                 | 1:40  |
| 2.  | Leisure Suit Preben                     | 4:20  |
| 3.  | Preben Goes to Acapulco                 | 4:35  |
| 4.  | Svensk Sås                              | 2:43  |
| 5.  | Strandbar                               | 4:28  |
| 6.  | Delorean Dynamite                       | 6:45  |
| 7.  | Johnny and Mary (featuring Bryan Ferry) | 6:32  |
| 8.  | Alfonso Muskedunder                     | 3:24  |
| 9.  | Swing Star (Part 1)                     | 4:18  |
| 10. | Swing Star (Part 2)                     | 6:17  |
| 11. | Oh Joy                                  | 7:09  |
| 12. | Inspector Norse                         | 6:59  |